# Berrioplano (concejo)
Berrioplano (Berriobeiti en euskera y cooficialmente) Es un concejo que da nombre al municipio de Berrioplano, situado en la Comunidad Foral de Navarra (España), dentro la Cuenca de Pamplona. Su población en 2014 fue de 651 habitantes (INE)

## Geografía
La localidad está situada a orillas del río Juslapeña y limita al norte con Ballariáin y Berriosuso, al sur con Loza y Orcoyen, al este con Aizoáin y al oeste con Elcarte.

## Historia
Hay noticias de este lugar desde el siglo XIII. Los hidalgos y el clero se disputaban entonces sus beneficios. El canónigo arcediano de la Cámara lo adquirió en pública subasta en 1296 y, más tarde, el derecho a cobrar tributos en forma de robos de trigo pasó al Hospital de Roncesvalles. El arcediano seguía cobrándolos en 1798 en la casa de Aldabe y Sudurrarena. También el marqués de Besolla tenía sus derechos. Poseyó diversos palacios que pertenecieron a Miguel de Arizcun en 1535. En el siglo XVIII el dueño era Juan de Berrio, natural de Laquidáin, junto a Larragueta. A comienzos del siglo XX, Berrioplano tenía ya dos escuelas para los cinco pueblos de su entorno. 

## Demografía
| 1996 | 1998 | 1999 | 2000 | 2001 | 2002 | 2003 | 2004 | 2005 | 2006 | 2007 | 2008 | 2009 |
| ---- | ---- | ---- | ---- | ---- | ---- | ---- | ---- | ---- | ---- | ---- | ---- | ---- |
| 174  | 174  | 179  | 193  | 202  | 215  | 222  | 322  | 329  | 514  | 551  | 574  | 602  |

## Transportes
El Transporte Urbano Comarcal de Pamplona tiene 2 líneas diurnas y una nocturna, que comunican a Berrioplano con el resto de la Cuenca de Pamplona. Los servicios son los siguientes;
| Eskualdeko Hiri Garraioa/Transporte Urbano Comarcal |       |                                    |
| Inicio                                              | Línea | Fin                                |
| Berriogoiti/Berriosuso - Berriozar                  | 16    | Noáin - Beriáin                    |
| Pablo Sarasate                                      | N4    | Berriogoiti/Berriosuso - Berriozar |
| Taxi Iruñerria                                      |       |                                    |
| Zona                                                | B     | B                                  |
| Estaciones                                          |       |                                    |

## Fiestas
- Fiestas patronales: Son el 15 de mayo en honor a San Isidro .
- Castañé:Coincidiendo con la fiesta de Todos los Santos (1 de noviembre), Berrioplano celebra su "Castañé", festejo que reúne a los vecinos en torno a la sociedad y la Casa del Concejo para degustar castañas asadas.